# Slanke boa's
Slanke boa's (Epicrates) zijn een geslacht van slangen uit de familie van reuzenslangen (Boidae).

## Naam en indeling
De wetenschappelijke naam van de groep werd voor het eerst voorgesteld door Johann Georg Wagler in 1830.
Er worden vijf soorten erkend, vroeger was het soortenaantal hoger maar sommige soorten zijn aan een ander geslacht toegekend, zoals het geslacht Chilabothrus, waardoor in de literatuur verouderde namen worden gebruikt.

## Uiterlijke kenmerken
De verschillende soorten kunnen klein blijven maar ook behoorlijk groot worden. Van de boa's is bekend dat ze van kleur veranderen, afhankelijk van het dag- en nachtritme.

## Levenswijze
Jongere dieren leven van zowel koudbloedige prooien als warmbloedige dieren. Volwassen slangen prefereren warmbloedigen maar versmaden grote hagedissen niet.

## Verspreiding en habitat
De habitat bestaat uit bossen en meer open streken, vooral langs bospaadjes en in agrarische gebieden. De soorten komen voor in delen van Midden- en Zuid-Amerika en leven in de landen Frans-Guyana, Suriname, Guyana, Colombia, Venezuela, Peru, Brazilië, Bolivia, Argentinië, Nicaragua, Costa Rica, Panama, Trinidad en Tobago en Paraguay.

## Soorten
Het geslacht omvat de volgende soorten, met de auteur en het verspreidingsgebied.
| Naam                              | Auteur                     | Verspreidingsgebied                                                                                              |
| --------------------------------- | -------------------------- | --- |
| Epicrates alvarezi                | Ábalos, Báez & Nader, 1964 | Argentinië, Bolivia, Paraguay                                                                                    |
| Epicrates assisi                  | Machado, 1945              | Brazilië |
| Regenboogboa (Epicrates cenchria) | Linnaeus, 1758             | Frans-Guyana, Suriname, Guyana, Colombia, Venezuela, Peru, Brazilië, Bolivia, Argentinië                         |
| Epicrates crassus                 | Cope, 1862                 | Paraguay, Bolivia, Brazilië                                                                                      |
| Epicrates maurus                  | Gray, 1849                 | Nicaragua, Costa Rica, Panama, Colombia, Venezuela, Guyana, Suriname, Frans-Guyana, Brazilië, Trinidad en Tobago |